# Редкие птицы
«Редкие птицы» (англ. Rare Birds) — фильм режиссёра Стурлы Гуннарссон производства Канады 2001 года.

## Сюжет
Владелец ресторана из небольшого городка и его сосед пытаются привлечь туристов, объявив о появлении в этих краях редкой птицы.

## В ролях
- Уильям Херт — Дэйв
- Энди Джонс — Фонс
- Молли Паркер — Элис
- Вики Хайнс — Деб
- Грег Мэлоун — Бастер Бартлетт
- Михаэль Шьясон — доктор Джек Томлинсон
- Барри Ньюхук — Абонент № 1 / Заложник
- Лора Тобин — девушка 1
- Мэгги Мейер — девушка 2
- Фрэнки О'Нилл — британка
- Лоуренс Бэрри — хулиган
- Лиа Льюис — Бетти
- Тодд Перрен — повар
- Дейдри Джиллард-Роулингз — официантка
- Мэттью Кларк — бармен

## Награды
Имеет 6 наград и 9 номинаций

## Интересные факты
- Главный герой ездит на автомобиле Нива
- В русском переводе фильм был показан только телеканалом TV XXI